# Alejandra Alonso
Alejandra Beatriz Alonso Alderete (Asunción, 1 de octubre de 1996) es una remera paraguaya que ha representado a su país en competencias internacionales. Compitió en los Juegos Olímpicos de 2020 y en los Juegos Olímpicos de 2024, donde fue la abanderada en la ceremonia de apertura.